# Sten Grytebust
Sten Grytebust est un footballeur international norvégien, né le 25 octobre 1989 à Ålesund. Il évolue au poste de gardien de but au Aalesunds FK.

## Biographie
Il joue 10 matchs en Ligue Europa avec le club d'Aalesunds.
Il est sélectionné dans quasiment toutes les catégories nationales de jeunes, des moins de 17 ans jusqu'aux moins de 23 ans.
Il reçoit quatre sélections en équipe de Norvège : la première, le 11 juin 2013 contre la Macédoine (victoire 2-0 à Oslo), la seconde le 18 janvier 2014 contre la Pologne (défaite 0-3 à Abou Dabi).
Le 31 août 2021, dernier jour du mercato, il est prêté pour six mois au Vejle BK.

## Palmarès
Aalesunds FK
- Coupe de Norvège (2) :
  - Vainqueur : 2009 et 2011.